# Filipenses 2
Filipenses 2 é o segundo capítulo da Epístola aos Filipenses, de autoria do Apóstolo Paulo, no Novo Testamento da Bíblia.

## Estrutura
A Tradução Brasileira da Bíblia organiza este capítulo da seguinte maneira:
- Filipenses 2:1-11 - Exortação ao amor fraternal e à humildade, tendo em vós o sentimento que houve em Cristo
- Filipenses 2:12-18 - Efetuai a vossa salvação com temor e tremor
- Filipenses 2:19-30 - Paulo recomenda-lhes Timóteo e Epafrodito